# Los muertos inquietos
Los muertos inquietos (The Unquiet Dead) es el tercer episodio de la primera temporada moderna de la serie británica de ciencia ficción Doctor Who, emitido originalmente el 9 de abril de 2005 en BBC One. Fue escrito por Mark Gatiss y dirigido por Euros Lyn. Es el primer episodio de la serie moderna ambientado en el pasado, e incluye una aparición de la actriz Eve Myles, que más tarde, a partir de 2006, interpretaría a Gwen Cooper en el spin-off de Doctor Who Torchwood. El episodio tuvo una audiencia de 8,6 millones de espectadores en Reino Unido.

## Argumento
El Noveno Doctor (Christopher Eccleston) intenta llevar la TARDIS a Nápoles en 1860 para mostrar a Rose (Billie Piper) el pasado, pero acaba en Cardiff en 1869. En una casa funeraria propiedad de Gabriel Sneed (Alan David) y su sirvienta Gwyneth (Eve Myles), un vapor azul invade el cadáver de la Sra. Peace (Jennifer Hill). Entonces, se levanta del ataúd y mata a su nieto de luto antes de escaparse a la calle. Gwyneth es clarividente y puede sentir que el cadáver se dirige a ver a Charles Dickens (Simon Callow) a un teatro cercano. En mitad de su espectáculo, el vapor azul sale de la Sra. Peace y asusta al público, que se marcha corriendo. La gente gritando atrae la atención del Doctor y Rose, que corren a investigar. Gabriel y Gwyneth llegan y capturan el cadáver, pero Rose se enfrenta a ellos, y estos acaban secuestrándola también. Dickens acusa al Doctor de estropear su función, pero después de que el Doctor le adule sobre su gran genio literario, Dickens se ofrece a ayudar...

### Continuidad
Cuando mira dentro de la mente de Rose, Gwyneth se asusta y rompe el contacto al decir "las cosas que has visto... la oscuridad... ¡el gran lobo malo!" La frase "lobo malo" aparecerá recurrentemente en gran parte de las historias de la temporada, culminando en el episodio Lobo malo y finalmente recibiendo la explicación en El momento de la despedida. El Doctor reacciona visiblemente cuando los Gelth mencionan la Guerra del Tiempo, el evento que se había mencionado en Rose y El fin del mundo, cuando el Doctor le dijo a Rose que su pueblo había sido destruido en una guerra. La falla de Cardiff reaparecerá en los episodios Explosión en la ciudad y Utopía y será la piedra angular de la serie Torchwood, ambientada en Cardiff. El Doctor regresa periódicamente a la falla para cargar de combustible el motor de la TARDIS, abriéndolo para permitirle absorber energía de la falla. En El fin del viaje se insinúa que Gwyneth podría ser antepasado de Gwen Cooper, ya que Gwen y Gwyneth son exactamente iguales (la actriz Eve Myles interpretó a ambas) y la misma Gwen dice que su familia ha vivido en Gales desde hace generaciones.

## Producción
Según Doctor Who: The Shooting Scripts, los títulos provisionales de esta historia incluían The Crippingwell Horror (El horror de Crippingwell) y The Angels of Crippingwell (Los ángeles de Crippingwell). El título final es una referencia al libro de Cyril Connolly La tumba inquieta. Mark Gatiss dijo en Radio Times que el guion original era más desolador y terrorífico, pero que Russell T Davies le aconsejó que le "diera un poco más de acción". En el guion original, la historia estaba ambientada en un "hotel espiritista" donde Sneed era un médium. Gatiss también planeó una escena en la que el Doctor lleva a Rose al futuro para ver un mundo lleno de cadáveres andantes, el resultado si se hubieran marchado antes de derrotar a los Gelth.
Aunque la historia está ambientada en el Cardiff del siglo XIX, la producción se rodó en Swansea y Monmouth, ya que no había suficientes edificios victorianos en Cardiff. Para la escena en que Dickens cuenta una historia en el teatro, se usó el New Theatre de Cardiff, que no requirió mucho disfraz, ya que ya era de estilo victoriano. Para el salón de Sneed se usó una casa victoriana vacía en Penarth.

## Casting

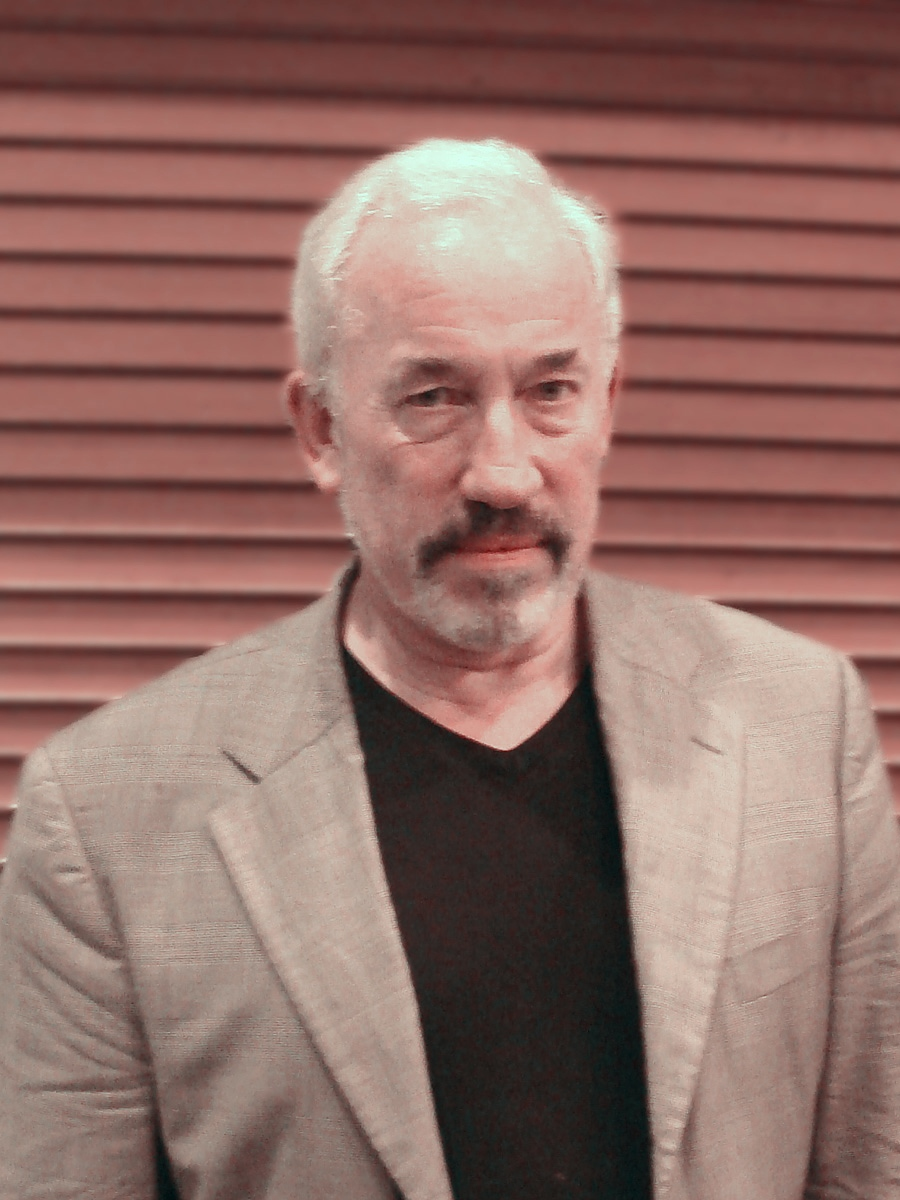
El actor Simon Callow pensó que Mark Gatiss sabía "exactamente de qué iba Dickens".

Simon Callow, intérprete de Dickens, fue considerado apto para el papel por su amplio conocimiento del autor y su experiencia interpretando al personaje y recreando sus lecturas públicas. Callow dijo que para aceptar el papel, el guion debía ser de la suficiente calidad. Cuando oyó que el autor iba a aparecer en Doctor Who, su corazón "se hundió" ya que pensaba que la ficción tiene tendencia a poner al autor como "una especie de literato victoriano multiusos y no se entiende nada o casi nada sobre él, su vida y sus libros". Euros Lyn notó que el hecho de que Callow se interesara por el material era clave para que se involucrara en el proyecto. Al promocionar su papel en Doctor Who, Callow declaró que el escritor Mark Gatiss sabía "exactamente de qué iba Dickens" y "conecta muy inteligentemente con su idealismo... con el deseo del Doctor de salvar el mundo". En el episodio de 2011 La boda de River Song, Callow hizo un cameo repitiendo su papel de Charles Dickens.
Eve Myles, intérprete de Gwyneth, inicialmente no se suponía que hiciera el episodio, ya que estaba comprometida para otro papel en teatro. Sin embargo, su agente le notificó sobre el papel de Gwyneth, y quería presentarse a la audición para la serie por su reputación y porque Eccleston era "uno de mis actores favoritos de todos los tiempos". Como sin darse cuenta fue a la audición con una camiseta en la que dos mujeres desnudas se besaban con el eslogan "Yo apoyo las colonias nudistas", Myles estaba convencida de que no le iban a dar el papel. Su apariencia contrastaba enormemente con la personalidad de Gwyneth. Tras notificarle su éxito, Myles no quería priorizar entre sus compromisos teatrales y Doctor Who. Su agente decidió que apareciera en el episodio. Russell T Davies se enamoró de su interpretación, que pensaba confirmaba que la actriz era "uno de los secretos mejor guardados de Gales", y así le escribió un papel protagonista en el spin-off de Doctor Who, Torchwood. Su personaje de Torchwood, Gwen Cooper, se relacionó familiarmente con el de Gwyneth en El fin del viaje, cuando el Doctor le pregunta a Gwen sobre su historia familiar.

## Recepción
Las previsiones nocturnas de audiencia mostraban que el episodio había sido visto por 8,3 millones de espectadores en el Reino Unido, con un share del 37%.  Las mediciones finales subieron hasta 8,86 millones de espectadores. El episodio recibió algunas críticas de los padres, que pensaron que era "demasiado aterrador" para sus hijos pequeños, y la BBC rechazó las críticas diciendo que la serie no estaba dirigida a los niños pequeños.
El novelista de Doctor Who y creador de Faction Paradox Lawrence Miles escribió una mala crítica del episodio en internet una hora después de su emisión, enfocándose en un supuesto subtexto político, sugiriendo que los que piden asilo político (los Gelth) son todos malos y están ahí para explotar la generosidad liberal (el Doctor). Criticó el guion por promocionar la xenofobia y "afirmar que todos los extranjeros eran invasores", especialmente porque las historias más importantes en las noticias eran sobre la inmigración en Gran Bretaña. La crítica se encontró con una considerable contestación de la red, especialmente sobre sus comentarios sobre el escritor Mark Gatiss. Miles se metió en problemas con sus editores cuando contactaron con él. Acabaría borrando la crítica y publicando una revisión, aunque el original sigue disponible en otro de sus sitios web.
Dek Hogan de Digital Spy dijo que él "disfrutó de verdad" del episodio y que era "hermosamente oscuro". Después lo describió como "un cuento escalofriante" y "una locura". Arnold T Blumburg de la revista Now Playing le dio a Los muertos inquietos una nota de sobresaliente bajo, describiéndola como "espectacular", aunque señaló que había "unos cuantos defectillos, como el recurso argumental débil y artificial que fuerza a los Gelth a salir de sus anfitriones humanos por la simple presencia de gas". También criticó a Eccleston por hacer parecer al Doctor un "tonto ineficiente", y notó que no tomaba ningún papel en la resolución. En 2013, Mark Braxton de Radio Times describió el episodio como "un guion chispeante, tan fresco y atrayente como una tierra maravillosa en invierno", alabando la atmósfera mágica y el tratamiento de Dickens. Sin embargo, pensó que "los remolinos espectrales eran un poco a lo Raiders of the Lost Ark". En Who is the Doctor, una guía de la serie moderna, Graeme Burk señaló que Los muertos inquietos era "terrible, terriblemente decepcionante" en un primer visionado, ya que la caracterización de Rose y el Doctor no desarrollaba la trama y la historia se reducía a jugar sobre seguro y ser "ordinarios", ya que sólo se hacía a los alienígenas malignos en lugar de discutir su moralidad. A pesar de ello, escribió que se podía disfrutar de la historia, con un decorado "deliciosamente ridículo", una ambientación de época "realizada con viveza" y la caracterización de Dickens. El coautor Robert Smith calificó del episodio como "un completo desastre". Señaló que Gatiss estaba intentando recrear la serie clásica, pero lo hizo "sin entusiasmo", y no había dilema moral ni cambio en la inquietante personalidad de Sneed. Aunque notó que Eccleston y Piper estaban "excelente", señaló que la relación que se desarrollaba entre Rose y el Doctor no era sutil.